# گورستان لوخ تپه
گورستان لوخ تپه مربوط به دوران‌های تاریخی پس از اسلام است و در شهرستان آبیک، بخش بشاریات، روستای هزارجلفا واقع شده و این اثر در تاریخ ۱۹ اسفند ۱۳۸۰ با شمارهٔ ثبت ۴۹۷۵ به‌عنوان یکی از آثار ملی ایران به ثبت رسیده‌است.